# Justine Heninová
Justine Heninová, během manželství užívala jméno Justine Henin–Hardenne (* 1. června 1982 Lutych) je bývalá belgická profesionální tenistka, olympijská vítězka a bývalá světová jednička v ženské dvouhře, když na této pozici strávila 117 týdnů. Ve své kariéře vyhrála sedm grandslamových titulů – čtyřikrát ovládla French Open, dvakrát US Open a jednou Australian Open. Dvakrát se také probojovala do finále Wimbledonu. Dvakrát triumfovala na Turnaji mistryň.
Na žebříčku WTA byla ve dvouhře nejvýše klasifikována v říjnu 2003 na 1. místě a ve čtyřhře pak v lednu 2002 na 23. místě.
Ve své kariéře na okruhu WTA Tour vyhrála čtyřicettři turnajů ve dvouhře a dva ve čtyřhře. V rámci okruhu ITF získala sedm titulů ve dvouhře a dva ve čtyřhře.

## Tenisová kariéra

### 1999–2008
Za svou první část kariéry dokázala vyhrát 41 turnajů na okruhu WTA, z toho 7 grandslamů (jediný, který nevyhrála je Wimbledon), zlatou olympijskou medaili i ženskou týmovou soutěž Fed Cup. John McEnroe označil její jednoruční bekhend za nejlepší v historii ženského i mužského tenisu a hlavní důvod jejího úspěchu. Dne 14. května 2008 překvapivě oznámila ukončení profesionální kariéry s okamžitou platností. Jako důvod uvedla úřadující světová jednička ztrátu motivace. Poslední zápas odehrála na turnaji v Berlíně, kde prohrála ve 3. kole s Ruskou Dinarou Safinovou.

### Návrat: 2010–2011
V roce 2010 se po jednom a půl roce Belgičanka vrátila na profesionální tenisový okruh WTA. Motivovalo ji také vítězství krajanky Kim Clijstersové na US Open 2009, která se vrátila po mateřské dovolené.
Na okruh se Justine vrátila vítězstvím v 1. kole v australském Brisbane nad druhou nasazenou Naďou Petrovovou 7–5, 7–5 a prohrála zde až ve finále s Clijstersovou. Na následném Australian Open se dokázala probít až do finále, ve kterém podlehla své dlouholeté rivalce Sereně Williamsové z USA. Další úspěch roku zaznamenala na amerických betonech, konkrétně na turnaji v Miami, kde dokázala Heninová projít až do semifinále, ve kterém prohrála po boji s Clijstersovou. Nejvíc úspěchů se však od ní vždy očekávalo na jejím oblíbeném antukovém povrchu, na kterém dokázala vyhrát čtyřikrát grandslamové French Open.
Prvním turnajem na antuce byl pro ni Stuttgart, kde dokázala Belgičanka zvítězit. Byl to její první vyhraný turnaj roku. Na oblíbeném French Open se však Belgičance příliš nedařilo. Její osmifinálová porážka s Australankou Stosurovou se příliš nepředpokládala. V následné travnaté části sezony dokázala triumfovat v nizozemském 's-Hertogenboschi. Následný týden odstartoval v londýnském All England Clubu slavný tenisový Wimbledon . Zde dokázala Belgičanka postoupit do osmifinále, kde však stejně jako na French Open prohrála, tentokrát s krajankou Clijstersovou. V utkání si navíc způsobila úraz lokte. Kvůli zranění se již v roce 2010 na kurtech neobjevila.
Návrat na profesionální okruh si naplánovala na úvodní grandslamový turnaj roku v australském Melbourne. Zde dokázala dokráčet do 3. kola. 26. ledna 2011 po prohře ve třetím kole s Ruskou Kuzněcovovou oznámila druhý konec profesionální kariéry. Důvodem bylo chronické zranění lokte.

## Osobní život
Justine Heninová se narodila v Liège. Její matka zemřela, když bylo Justine 12 let. Heninová má 2 bratry a sestru. V dětství chodila Justine do tenisového klubu v Rochefortu. V roce 1992 ji vzala matka na finále French Open mezi jejím idolem Steffi Grafovou a Monicou Selešovou. Přestože Grafová prohrála, získala Justine velký zážitek. Po matčině smrti roku 1995 se mladé Heninové ujal trenér Carlos Rodriguez, který ji trénoval do jejího konce kariéry roku 2008 a poté ještě po návratu k tenisu roku 2010.
Roku 2002 se vdala za Pierra-Yvese Hardenneho, se kterým se však pět let poté rozvedla. V době manželství vystupovala pod jménem Justine Heninová-Hardenneová. Je bezdětná.

## Rekordy
- Rekordy jsou počítány v rámci otevřené éry.

| Grand Slam  | Roky     | Dosažený rekord                                                | Spolurekordmanky                                                                            |
| ----------- | -------- | -------------------------------------------------------------- | ------------------------------------------------------------------------------------------- |
| French Open | 2005–07  | 3 tituly v řadě                                                | Monika Selešová                                                                             |
| French Open | 2006, 07 | Dvojnásobná vítězka bez ztráty setu                            | jediná                                                                                      |
| Grand Slam  | 2007     | Vítězka dvou různých grandslamů v jedné sezóně bez ztráty setu | Billie Jean Kingová Martina Navrátilová Steffi Grafová Martina Hingisová Serena Williamsová |
| Grand Slam  | 2006     | Finalistka všech čtyřech grandslamů v jedné sezóně             | Chris Evertová Martina Navrátilová Steffi Grafová Monika Selešová Martina Hingisová         |

## Finálové účasti na turnajích Grand Slamu (12)

### Dvouhra: 12 (7–5)
| Stav       | Rok  | Turnaj          | Povrch | Soupeřka ve finále   | Výsledek       |
| ---------- | ---- | --------------- | ------ | -------------------- | -------------- |
| Finalistka | 2001 | Wimbledon       | tráva  | Venus Williamsová    | 1–6, 6–3, 0–6  |
| Vítězka    | 2003 | French Open     | antuka | Kim Clijstersová     | 6–0, 6–4       |
| Vítězka    | 2003 | US Open         | tvrdý  | Kim Clijstersová     | 7–5, 6–1       |
| Vítězka    | 2004 | Australian Open | tvrdý  | Kim Clijstersová     | 6–3, 4–6, 6–3  |
| Vítězka    | 2005 | French Open (2) | antuka | Mary Pierceová       | 6–1, 6–1       |
| Finalistka | 2006 | Australian Open | tvrdý  | Amélie Mauresmová    | 1–6, 0–2 skreč |
| Vítězka    | 2006 | French Open (3) | antuka | Světlana Kuzněcovová | 6–4, 6–4       |
| Finalistka | 2006 | Wimbledon       | tráva  | Amélie Mauresmová    | 6–2, 3–6, 4–6  |
| Finalistka | 2006 | US Open         | tvrdý  | Maria Šarapovová     | 4–6, 4–6       |
| Vítězka    | 2007 | French Open (4) | antuka | Ana Ivanovićová      | 6–1, 6–2       |
| Vítězka    | 2007 | US Open (2)     | tvrdý  | Světlana Kuzněcovová | 6–1, 6–3       |
| Finalistka | 2010 | Australian Open | tvrdý  | Serena Williamsová   | 4–6, 6–3, 2–6  |

## Finálové účasti na turnajích WTA (64)

### Dvouhra – vítězství (43)
| Legenda: Před 2009 | Legenda: Od 2009      |
| ------------------ | --------------------- |
| Grand Slam (7)     |                       |
| Turnaj mistryň (2) |                       |
| Olympijské hry (1) |                       |
| Tier I (10)        | Premier Mandatory (0) |
| Tier II (17)       | Premier 5 (0)         |
| Tier III (3)       | Premier (1)           |
| Tier IV (1)        | International (1)     |

| Tituly dle povrchu |
| Tvrdý (25)         |
| Tráva (4)          |
| Antuka (13)        |
| Koberec (1)        |

| Č.  | Datum              | Turnaj                                    | Povrch      | Soupeřka ve finále     | Výsledek            |
| --- | ------------------ | ----------------------------------------- | ----------- | ---------------------- | ------------------- |
| 1.  | 10. května 1999    | Antverpy, Belgie                          | antuka      | Sarah Pitkowská        | 6–1, 6–2            |
| 2.  | 1. ledna 2001      | Gold Coast, Austrálie                     | tvrdý       | Silvia Farinová Eliová | 7–6(5), 6–4         |
| 3.  | 8. ledna 2001      | Canberra, Austrálie                       | tvrdý       | Sandrine Testudová     | 6–2, 6–2            |
| 4.  | 18. června 2001    | 's-Hertogenbosch, Nizozemsko              | tráva       | Kim Clijstersová       | 6–4, 3–6, 6–3       |
| 5.  | 6. května 2002     | Berlín, Německo                           | antuka      | Serena Williamsová     | 6–2, 1–6, 7–6(5)    |
| 6.  | 21. října 2002     | Linec, Rakousko                           | koberec     | Alexandra Stevensonová | 6–3, 6–0            |
| 7.  | 17. února 2003     | Dubaj, Spojené arabské emiráty            | tvrdý       | Monica Selešová        | 4–6, 7–6(4), 7–5    |
| 8.  | 7. dubna 2003      | Charleston, Spojené státy                 | antuka      | Serena Williamsová     | 6–3, 6–4            |
| 9.  | 5. května 2003     | Berlín, Německo                           | antuka      | Kim Clijstersová       | 6–4, 4–6, 7–5       |
| 10. | 26. května 2003    | French Open, Paříž, Francie               | antuka      | Kim Clijstersová       | 6–0, 6–4            |
| 11. | 28. července 2003  | San Diego, Spojené státy                  | tvrdý       | Kim Clijstersová       | 3–6, 6–2, 6–3       |
| 12. | 11. srpna 2003     | Toronto, Kanada                           | tvrdý       | Lina Krasnorucká       | 6–1, 6–0            |
| 13. | 25. srpna 2003     | US Open, New York, Spojené státy          | tvrdý       | Kim Clijstersová       | 7–5, 6–1            |
| 14. | 13. října 2003     | Curych, Švýcarsko                         | tvrdý       | Jelena Dokičová        | 6–0, 6–4            |
| 15. | 12. ledna 2004     | Sydney, Austrálie                         | tvrdý       | Amélie Mauresmová      | 6–4, 6–4            |
| 16. | 19. ledna 2004     | Australian Open, Melbourne, Austrálie     | tvrdý       | Kim Clijstersová       | 6–3, 4–6, 6–3       |
| 17. | 23. února 2004     | Dubaj, SAE                                | tvrdý       | Světlana Kuzněcovová   | 6–3, 7–6(3)         |
| 18. | 8. březen 2004     | Indian Wells, Spojené státy               | tvrdý       | Lindsay Davenportová   | 6–1, 6–4            |
| 19. | 16. srpna 2004     | LOH – Atény, Řecko                        | tvrdý       | Amélie Mauresmová      | 6–3, 6–3            |
| 20. | 17. dubna 2005     | Charleston, Spojené státy                 | antuka      | Jelena Dementěvová     | 7–5, 6–4            |
| 21. | 1. května 2005     | Varšava, Polsko                           | antuka      | Světlana Kuzněcovová   | 3–6, 6–2, 7–5       |
| 22. | 8. května 2005     | Berlín, Německo                           | antuka      | Naděžda Petrovová      | 6–3, 4–6, 6–3       |
| 23. | 4. června 2005     | French Open, Paříž, Francie               | antuka      | Mary Pierceová         | 6–1, 6–1            |
| 24. | 13. ledna 2006     | Sydney, Austrálie                         | tvrdý       | Francesca Schiavoneová | 4–6, 7–5, 7–5       |
| 25. | 25. února 2006     | Dubaj, SAE                                | tvrdý       | Maria Šarapovová       | 7–5, 6–2            |
| 26. | 10. června 2006    | French Open, Paříž, Francie               | antuka      | Světlana Kuzněcovová   | 6–4, 6–4            |
| 27. | 24. června 2006    | Eastbourne, Velká Británie                | tráva       | Anastasija Myskinová   | 4–6, 6–1, 7–6(5)    |
| 28. | 26. srpna 2006     | New Haven, Spojené státy                  | tvrdý       | Lindsay Davenportová   | 6–0, 1–0 skreč      |
| 29. | 12. listopadu 2006 | WTA Tour Championships, Madrid, Španělsko | tvrdý       | Amélie Mauresmová      | 6–4, 6–3            |
| 30. | 24. února 2007     | Dubaj, SAE                                | tvrdý       | Amélie Mauresmová      | 6–4, 7–5            |
| 31. | 3. březen 2007     | Dauhá, Katar                              | tvrdý       | Světlana Kuzněcovová   | 6–4, 6–2            |
| 32. | 7. května 2007     | Varšava, Polsko                           | antuka      | Aljona Bondarenková    | 6–1, 6–3            |
| 33. | 9. června 2007     | French Open, Paříž, Francie               | antuka      | Ana Ivanovičová        | 6–1, 6–2            |
| 34. | 23. června 2007    | Eastbourne, Velká Británie                | tráva       | Amélie Mauresmová      | 7–5, 6–7(4), 7–6(2) |
| 35. | 19. srpna 2007     | Toronto, Kanada                           | tvrdý       | Jelena Jankovičová     | 7–6(3), 7–5         |
| 36. | 8. září 2007       | US. Open, New York, Spojené státy         | tvrdý       | Světlana Kuzněcovová   | 6–1, 6–3            |
| 37. | 7. října 2007      | Stuttgart, Německo                        | tvrdý       | Tatiana Golovinová     | 2–6, 6–2, 6–1       |
| 38. | 21. října 2007     | Curych, Švýcarsko                         | tvrdý       | Tatiana Golovinová     | 6–4, 6–4            |
| 39. | 11. listopadu 2007 | WTA Tour Championships, Madrid, Španělsko | tvrdý       | Maria Šarapovová       | 5–7, 7–5, 6–3       |
| 40. | 11. ledna 2008     | Sydney, Austrálie                         | tvrdý       | Světlana Kuzněcovová   | 4–6, 6–2, 6–4       |
| 41. | 17. února 2008     | Antverpy, Belgie                          | koberec (h) | Karin Knappová         | 6–3, 6–3            |
| 42. | 2. května 2010     | Stuttgart, Německo                        | antuka      | Samantha Stosurová     | 6–4, 2–6, 6–1       |
| 43. | 19. června 2010    | 's-Hertogenbosch, Nizozemsko (2)          | tráva       | Andrea Petkovicová     | 3–6, 6–3, 6–4       |

### Dvouhra – prohra ve finále (18)
| Legenda                     |
| Grand Slam (5)              |
| Kategorie Tier I (4)        |
| Kategorie Tier II (5)       |
| Kategorie Tier III (2)      |
| Kategorie Tier IV (1)       |
| Kategorie International (1) |

| Č.  | Datum            | Turnaj                                | Povrch  | Vítězka              | Výsledek         |
| --- | ---------------- | ------------------------------------- | ------- | -------------------- | ---------------- |
| 1.  | 8. července 2001 | Wimbledon, Londýn, Velká Británie     | tráva   | Venus Williamsová    | 6–1, 3–6, 6–0    |
| 2.  | 16. září 2001    | Waikoloa, Spojené státy               | tvrdý   | Sandrine Testudová   | 6–3, 2–0 skreč   |
| 3.  | 14. října 2001   | Filderstadt, Německo                  | tvrdý   | Lindsay Davenportová | 7–5, 6–4         |
| 4.  | 5. ledna 2002    | Gold Coast, Austrálie                 | tvrdý   | Venus Williamsová    | 7–5, 6–2         |
| 5.  | 17. února 2002   | Antverpy, Belgie                      | koberec | Venus Williamsová    | 6–3, 5-7, 6–3    |
| 6.  | 14. dubna 2002   | Amelia Island, Spojené státy          | antuka  | Venus Williamsová    | 2–6, 7–5, 7–6    |
| 7.  | 19. května 2002  | Řím, Itálie                           | antuka  | Serena Williamsová   | 7–6, 6–4         |
| 8.  | 21. červen 2003  | s'Hertogenbosch, Nizozemsko           | tráva   | Kim Clijstersová     | 6–7, 3–0 skreč   |
| 9.  | 28. září 2003    | Lipsko, Německo                       | koberec | Anastasija Myskinová | 3–6, 6–3, 6–3    |
| 10. | 12. října 2003   | Filderstadt, Německo                  | tvrdý   | Kim Clijstersová     | 5-7, 6–4, 6–2    |
| 11. | 21. srpna 2005   | Toronto, Kanada                       | tvrdý   | Kim Clijstersová     | 7–5, 6–1         |
| 12. | 29. ledna 2006   | Australian Open, Melbourne, Austrálie | tvrdý   | Amélie Mauresmová    | 6–1, 2–0 skreč   |
| 13. | 14. května 2006  | Berlín, Německo                       | antuka  | Naděžda Petrovová    | 4–6, 6–4, 7–5    |
| 14. | 9. července 2006 | Wimbledon, Londýn, Velká Británie     | tráva   | Amélie Mauresmová    | 2–6, 6–3, 6–4    |
| 15. | 10. září 2006    | US. Open, New York, Spojené státy     | tvrdý   | Maria Šarapovová     | 6–4, 6–4         |
| 16. | 1. dubna 2007    | Miami, Spojené státy                  | tvrdý   | Serena Williamsová   | 0–6, 7–5, 6–3    |
| 17. | 9. ledna 2010    | Brisbane, Austrálie                   | tvrdý   | Kim Clijstersová     | 6–3, 4–6, 7–6(6) |
| 18. | 30. ledna 2010   | Australian Open, Melbourne, Austrálie | tvrdý   | Serena Williamsová   | 6–4, 3–6, 6–2    |

### Čtyřhra – vítězství (2)
| Legenda                |
| Kategorie Tier I (1)   |
| Kategorie Tier III (1) |

| Č. | Datum             | Turnaj                | Povrch  | Partnerka              | Soupeřky ve finále                | Výsledek    |
| -- | ----------------- | --------------------- | ------- | ---------------------- | --------------------------------- | ----------- |
| 1. | 31. prosinec 2001 | Gold Coast, Austrálie | tvrdý   | Meghann Shaughnessyová | Åsa Svenssonová Miriam Oremansová | 6-1, 7-6(6) |
| 2. | 14. říjen 2002    | Curych, Švýcarsko     | koberec | Jelena Bovinová        | Jelena Dokičová Naděžda Petrovová | 6-2, 7-6(2) |

### Čtyřhra – prohra ve finále (1)
| Legenda               |
| Kategorie Tier II (1) |

| Č. | Datum         | Turnaj               | Povrch | Partnerka              | Vítězky                              | Výsledek            |
| -- | ------------- | -------------------- | ------ | ---------------------- | ------------------------------------ | ------------------- |
| 1. | 8. říjen 2001 | Filderstadt, Německo | tvrdý  | Meghann Shaughnessyová | Lisa Raymondová Lindsay Davenportová | 6-4, 6-7 (4-7), 7-5 |

## Pohár Federace
Justine Heninová se zúčastnila 12 zápasů Poháru federace za tým Belgie s bilancí 15-2 ve dvouhře a 0-2 ve čtyřhře.

## Postavení na žebříčku WTA ve dvouhře na konci sezóny
| Rok    | 1998 | 1999  | 2000  | 2001 | 2002 | 2003 | 2004 | 2005 | 2006 | 2007 |
| Pořadí | 226. | ▲ 69. | ▲ 48. | ▲ 7. | ▲ 5. | ▲ 1. | ▼ 8. | ▲ 6. | ▲ 1. | ▬ 1. |